# Spinové stavy d elektronů
Spinové stavy d elektronů jsou konfigurace spinů d elektronů a používají se při popisu komplexů přechodných kovů. V různých oxidačních číslech mohou mít kovy vysokospinové nebo nízkospinové konfigurace. Toto rozdělení se týká pouze první řady přechodných kovů, protože kovy druhé a třetí řady vytvářejí pouze nízkospinové komplexy. Uvedené konfigurace se dají popsat dvojicí modelů: teorií krystalového pole a teorií ligandového pole (což je rozšířená obdoba teorie molekulových orbitalů).

## Vysokospinovost a nízkospinovost

### Oktaedrické komplexy

Diagram krystalového pole nízkospinové sloučeniny [Fe(NO_{2})_{6}]^{3−}

Významný vliv na spinový stav komplexů má Δ štěpení orbitalů d. Hodnota Δ záleží na třech faktorech: periodě (řádku periodické tabulky), do které prvek patří, náboji iontu, a síle pole komplexních ligandů podle spektrochemické řady. Vysokospinové mohou být pouze oktaedrické komplexy přechodných kovů první řady.
K nízkospinovému štěpení je potřeba, aby energie spotřebovaná na umístění elektronu do orbitalu, ve kterém se již jeden elektron nachází, byla menší než energie nutná pro jeho umístění do orbitalu eg při spotřebě energie Δ. Pokud je energie spárování elektronů vyšší než energie potřebná k umístění elektronu do eg, Δ, pak se vytvoří vysokospinový komplex.
Pokud je rozdíl energií orbitalů velký, tak jsou orbitaly s menšími energiemi před zaplněním vyšších orbitalů, podle výstavbového principu, zcela zaplněny. Takovéto komplexy se označují jako nízkospinové, protože zaplnění orbitalů srovná elektrony a sníží jejich celkový spin. Jestliže je rozdíl mezi orbitaly dostatečně malý, tak se elektrony snadněji dostanou do orbitalů s vyššími energiemi, než aby byly dva v jednom nízkoenergetickém orbitalu, protože tomu zabrání jejich vzájemné odpuzování; tak se podle Hundova před samotným párováním dostane jeden elektron do každého z pěti orbitalů d, což dá vzniknout vysokospinovému komplexu, kde obsazení vyššího orbitalu znemožní párování elektronů s opačnými spiny.

Diagram krystalového pole vysokospinové sloučeniny [FeBr_{6}]^{3−}

Také náboj kovu se podílí na ligandovém poli a Δ štěpení. Čím vyšší je oxidační číslo kovu, tím silnější je vzniklé ligandové pole. Pokud jsou přítomny dva kovy se stejnými konfiguracemi d elektronů, tak komplex kovu ve vyšším oxidačním čísle bude nízkospinový s větší pravděpodobností, než komplex s kovem v nižším oxidačním čísle; například Fe2+ a Co3+ jsou oba d6 ionty, ale vyšší náboj Co3+ vytváří silnější ligandové pole než Fe2+. Pokud budou ostatní podmínky shodné, tak bude komplex Fe2+ vysokospinový s větší pravděpodobností než odpovídající sloučenina Co3+.
Ligandy také, podle síly svého pole, ovlivňují míru Δ štěpení d orbitalů. Ligandy se silným polem, jako jsou CN− a CO, posilují Δ štěpení a budou pravděpodobně nízkospinové. Ligandy se slabým polem, například I− a Br−, vytvářejí menší Δ štěpení a bývají častěji vysokospinové.
Některé oktaedrické komplexy vykazují křížení spinů, kdy se vyskytují vysokospinové a nízkospinové stavy ve vzájemné rovnováze.

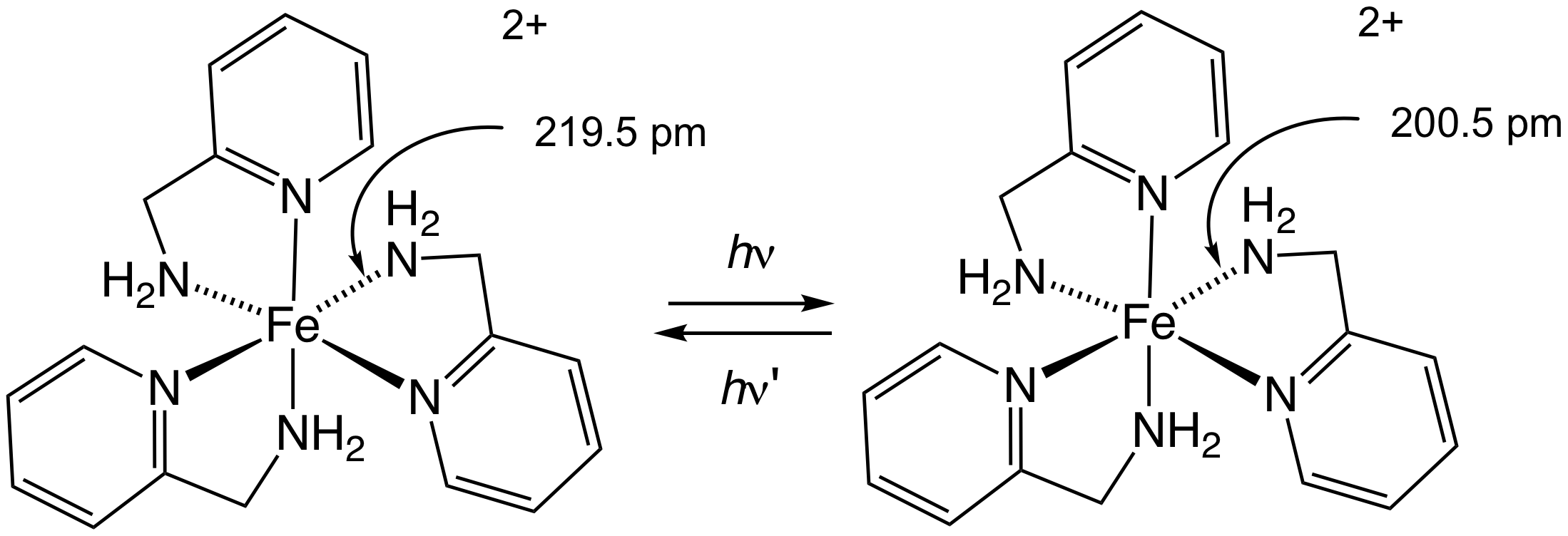
Křížení spinů u [Fe(pyCH_{2}NH_{2})_{3}]^{2+} indukované světlem, kdy komplex přechází mezi vysokospinovým a nízkospinovým stavem.

### Tetraedrické komplexy

Fe(4-norbornyl)_{4} je jedním z mála nízkospinových tetraedrických komplexů.

Energie Δ štěpení u tetraedrických komplexů (obsahujících čtyři ligandy), Δtet, je menší, než u oktaedrických. Tetraedrické komplexy jsou tak téměř vždy vysokospinové. K nízkospinovým tetraedrickým komplexům patří mimo jiné Fe(2-norbornyl)4, [Co(4-norbornyl)4]+ a nitrosylový komplex Cr(NO)((N(tms)2)3.

### Čtvercově rovinné komplexy
Řada d8 komplexů přechodných kovů první řady má tetraedrickou nebo čtvercově rovinnou geometrii. V některých případech tyto geometrie vytvářejí měřitelné rovnováhy, například dichlorbis(trifenylfosfin)nikelnatý komplex lze vykrystalizovat v tetraedrické i čtvercové podobě.

## Srovnání teorie ligandového pole a teorie krystalového pole
U štěpení orbitalů d dávají teorie ligandového pole i teorie krystalového pole podobné výsledky. Teorie krystalového pole je starším a jednodušším modelem, ve kterém se s ligandy nakládá jako s bodovými náboji. Teorie ligandového pole je více chemická, zahrnuje kovalentní vazby a popisuje pouze vazby pí.

## Vysokospinové a nízkospinové systémy
U oktaedrických komplexů zkoumání vysokospinovosti či nízkospinovosti komplexů začíná u d4, které potřebují více než tři elektrony k zaplnění nevazebných orbitalů d podle teorie ligandového pole, nebo stabilizované orbitaly d podle teorie krystalového pole.
Všechny komplexy přechodných kovů druhé a třetí řady jsou nízkospinové.
d4
Oktaedrické vysokospinové: 4 nespárované elektrony, paramagnetické, substitučně nestálé. Patří sem například Cr2+ (mnohé komplexy označované jako Cr2+ ale ve skutečnosti obsahují Cr3+ s redukovanými ligandy a Mn3+).
Oktaedrické nízkospinové: 2 nepárové elektrony, paramagnetické, substitučně netečné. Do této skupiny spadají některé komplexy Cr2+ a Mn3+.
d5
Oktaedrické vysokospinové: 5 nepárových elektronů, paramagnetické, substitučně nestálé. Může jít o komplexy Fe3+ a Mn2+. Příkladem je acetylacetonát železitý.
Oktaedrické nízkospinové: 1 nepárový elektron, paramagnetické, substitučně stálé. Patří sem některé komplexy Fe3+, například [Fe(CN)6]3−.
d6
Oktaedrické vysokospinové: 4 nepárové elektrony, paramagnetické, substitučně nestálé. Tato skupina zahrnuje sloučeniny Fe2+ a Co3+, jako jsou [Fe(H2O)6]2+ a [CoF6]3−.
Oktaedrické nízkospinové: žádné nespárované elektrony, diamagnetické, substitučně stálé. Patří sem komplexy Fe2+, Co3+ a Ni4+, jako například [Co(NH3)6]3+.
d7
Oktaedrické vysokospinové: 3 nepárové elektrony, paramagnetické, substitučně nestálé. Tato skupina zahrnuje sloučeniny Co2+ a Ni3+.
Oktaedrické nízkospinové: 1 nepárový elektron, paramagnetické, substitučně nestálé. Patří sem sloučeniny Co2+ a Ni3+, jako je [Co(NH3)6]2+.
d8
Oktaedrické vysokospinové: 2 nepárové elektrony, paramagnetické, substitučně nestálé. Spadají sem komplexy Ni2+, například [Ni(NH3)6]2+.
Tetraedrické vysokospinové: 2 nepárové elektrony, paramagnetické, substitučně nestálé. Do této skupiny náleží sloučeniny Ni2+, jako je [NiCl4]2−.
Čtvercově rovinné nízkospinové: žádné nepárové elektrony, diamagnetické, substitučně stálé. Tato skupina obsahuje komplexy Ni2+, jako je [Ni(CN)4]2−.

### Iontové poloměry
Spinové stavy elektronů mají vliv na iontové poloměry atomů. Při stejném počtu d elektronů jsou vysokospinové komplexy větší.
d4
Oktaedrické vysokospinové: Cr2+, 64,5 pm.
Oktaedrické nízkospinové: Mn3+, 58 pm.
d5
Oktaedrické vysokospinové: Fe3+, 64,5 pm.
Oktaedrické nízkospinové: Fe3+, 55 pm.
d6
Oktaedrické vysokospinové: Fe2+, 78 pm; Co3+, 61 pm.
Oktaedrické nízkospinové: Fe2+, 62 pm; Co3+, 54,5 pm; Ni4+, 48 pm.
d7
Oktaedrické vysokospinové: Co2+, 74,5 pm; Ni3+, 60 pm.
Oktaedrické nízkospinové: Co2+,65 pm; Ni3+, 56 pm.
d8
Oktaedrické vysokospinové: Ni2+, 69 pm.
Čtvercově rovinné nízkospinové: Ni2+, 49 pm.

## Rychlosti výměny ligandů
Rychlosti disociací ligandů z nízkospinových komplexů jsou obecně nižší než u vysokospinových. V oktaedrických komplexech jsou elektrony v hladinách eg vzhledem k vazbám kov-ligand protivazebné. Odolné vůči výměně ligandů jsou například oktaedrické komplexy d3 a nízkospinových d6 iontů, což lze ukázat na Cr3+ a Co3+.